# Plecodus paradoxus
Plecodus paradoxus es una especie de peces de la familia Cichlidae en el orden de los Perciformes.

## Morfología
Los machos pueden llegar alcanzar los 30 cm de longitud total.

## Alimentación
Come  escamas de peces hueso.

## Hábitat
Es una especie de clima tropical.

## Distribución geográfica
Se encuentra en África: lago Tanganika.